# Coprosma lucida
Coprosma lucida är en måreväxtart som beskrevs av Johann Reinhold Forster och Johann Georg Adam Forster. Coprosma lucida ingår i släktet Coprosma och familjen måreväxter.

## Underarter
Arten delas in i följande underarter:
- C. l. angustifolia
- C. l. lucida